# Видимирское
Видимирское — озеро в Хвойнинском районе Новгородской области, к югу от посёлка Хвойная. Площадь — 4,8 км². Площадь водосборного бассейна — 118 км².
Имеет дугообразную форму с выпуклостью на север. Окружено берёзово-осиновыми лесами. На юго-западном берегу - деревня Гусево, на северо-восточном - Клеймиха и Мутишино. Их озера вытекает река Ольховка. 

## История
Первое известное упоминание — в новгородской берестяной грамоте № 579 (3-я четверти XIV в.):
«… Даите коницка до Видомиря вѣрѣ ци до Мстѣ» (‘Дайте лошадку под клятвенное слово до Видомиря или до Мсты’). Комментатор фрагмента А. А. Зализняк [Зализняк 2004, 570] отмечал, что «Видомире или Видомирь — очевидно, древнее название нынешнего Видимирского озера (в Бежецкой пятине сравнительно недалеко от Мсты) или стоявшего на его берегу Видимирского погоста».
В поздние времена озеро известно как Видемер оз. и смежная волость (писцовая книга дворцовых земель Бежецкой пятины 1498/99 г. [ПКНЗ 3, 240]; Видимерье оз.; Видимирь — смежные деревня, озеро и погост Миголощской волости [СНМНГ VI, 64-65], здесь же озеро обозначено ещё формой Видимир.
В материалах Генерального межевания 1785 года под № 1862 описана как «Озеро Видимирское, вокруг оного суходол, а устьем впадает речка Жировка, а вытекает речка Олеховка, в нём рыба разных родов».

## Достопримечательности
Ландшафт озера Видимирское — Перспективный памятник природы
В 50 саженей на восток от озера Видимира на гористой возвышенности был расположен Видимирский Христорождественский Погост.

## География
В окрестностях озера находятся: Клеймиха (2,7 км), Церковь Видимирская (4,4 км).